# Wybory parlamentarne w Japonii w 1983 roku
Wybory parlamentarne w Japonii w 1983 roku Przedterminowe wybory do Izby Reprezentantów (izby niższej japońskiego parlamentu) zostały przeprowadzone 18 grudnia 1983 roku  Wybory wygrała Partia Liberalno-Demokratyczna zdobywając 250 z 511 mandatów.

## Wyniki
| Partie Polityczne              | Liczba mandatów |
| ------------------------------ | --------------- |
| Partia Liberalno-Demokratyczna | 250             |
| Japońska Partia Socjalistyczna | 112             |
| Komeito                        | 58              |
| Partia Socjaldemokratyczna     | 38              |
| Japońska Partia Komunistyczna  | 26              |
| Nowy Klub Liberalny            | 8               |
| Federacja Socjaldemokratyczna  | 3               |
| Niezależni                     | 16              |
| Suma                           | 511             |